# Inés López Sevilla
Inés Augusta López Sevilla (Managua, 21 de enero de 2000) es una modelo nicaragüense y reina de belleza coronada como Miss Nicaragua 2019. Fue encargada de representar a Nicaragua el certamen de Miss Universo 2019.

## Biografía
Inés López Sevilla nació en Managua, el 21 de enero de 2000.

## Concursos de belleza

### Miss Nicaragua 2019
El 17 de agosto se llevó a cabo la final del concurso Miss Nicaragua 2019 en el Holiday Inn Convention Center, en donde diez mujeres de diferentes partes del país compitieron por el título y la corona. Al final del evento Inés López resultó ganadora y fue coronada por su antecesora Ingger Zepeda, primera finalista de Miss Nicaragua 2018 como la nueva Miss Nicaragua 2019.

### Miss Universo 2019
Inés representó a Nicaragua en el certamen de Miss Universo 2019, realizado en Atlanta, Estados Unidos, López no figuró entre las cuartofinalistas.